# Prée-d’Anjou
Prée-d’Anjou – gmina we Francji, w regionie Kraj Loary, w departamencie Mayenne. W 2013 roku liczba ludności wynosiła 1456 mieszkańców. 
Gmina została utworzona 1 stycznia 2018 roku z połączenia dwóch ówczesnych gmin: Ampoigné oraz Laigné. Siedzibą gminy została miejscowość Laigné.